# Gabriel Arnaud (peintre)
Pour les articles homonymes, voir Gabriel Arnaud et Arnaud.
Gabriel Arnaud, né à Cordes-sur-Ciel le 12 juin 1920 et mort à Montpellier le 20 avril 1995, est un illustrateur, artiste peintre, romancier et chansonnier français.
Il est l’auteur du roman rabelaisien du Paroissien (préfacé par Charles Trenet) et l’illustrateur de tirages d’art limités dont le Roman de Renart (préfacé par Jean Cocteau), des Fables de La Fontaine et d’Une saison en enfer.
Figure emblématique de Saint-Germain-des-Prés, il a interprété un riche répertoire (de Jean-Paul Sartre à Boris Vian...) et se fait remarquer par ses chansons à texte loufoques de 1938 à 1955. Ami intime de Charles Trenet, Juliette Gréco et Boris Vian, il est le témoin de l'âge d'or du music-hall avant de s'investir dans l'écriture de romans, l'illustration artistique de livres et la peinture.

## Biographie

### Enfance
Il naquit dans une famille conservatrice de Cordes-sur-Ciel (Tarn), installée à Montpellier.[réf. nécessaire]
Il est pensionnaire au petit séminaire (lycée Notre-Dame) de Mende.
En 1938, il revient dans sa famille, à Montpellier, où il fréquente les cabarets littéraires et artistiques. Il commence à exposer avec un groupe d’amis peintres avant-gardistes tels quel Jean Beauchamps, Max Holstein, Marcellie Porta, Julio Rosuero et Pierre Guenoun. Ils se baptisent le « Groupe Jérôme Bosch », qui disparait à la fin de la guerre.

### Saint-Germain-des-Prés
Il s'installe à Paris et loge d'abord à l’hôtel La Louisiane puis dans une chambre du VIe arrondissement (Marchand Valérie-Marie, 2009).
Il fréquente des caves du quartier Saint-Germain-des-Prés, notamment Les Trois Baudets et « La cave des intellectuels »  qui deviendra le 11 avril 1947 « Le Tabou »). Une carrière d'auto-compositeur et d'interprète commence. Dans un désordre festif, Gabriel Arnaud anime les entractes des concerts avec une bande de copains dont Gabriel Pomerand, Boris Vian et Juliette Gréco. Il s’adonne alors à la chanson parodique et surréaliste, liant Rabelais à Boby Lapointe, ce qui lui vaut le surnom de « Picasso de la chanson » ou encore de « monstre de Saint-Germain-des-Prés » ; telle que « C’était un cheval de cirque/Un petit cheval amoureux/L’écuyère le tenait entre ses cuisses/Il en était vraiment très heureux. ». Simone de Beauvoir rapporte qu’il arrivait à se faire remarquer avec « ses chansons absurdes », son attitude raide et sobre  le faisant paraitre « indiscutablement sinoque et homosexuel » à côté des artistes présents vêtus « de manière ahurissante, archi-colorée, et dansent comme des fous »,.

### Carrière

#### Débuts
(Il se lie avec Boris Vian, Juliette Gréco, Charles Trenet, celui-ci l'introduit dans le monde de l’édition. Gabriel Arnaud démarche tous les éditeurs pour sortir son premier roman illustré Le Paroissien - Roman Picaresque, qui ne verra le jour qu’après la Libération, accompagnée d’une préface de Charles Trenet.
Il expose du 12 au 30 juin 1947 ses peintures et ses encres à la Galerie Albertine Scarlett à Paris, et mène une vie de bohême à travers la France.
Charles Trenet le présente à Jean Cocteau avec qui il prépare une édition illustrée du Roman de Renard.
Durant les années 1952-1956, Gabriel Arnaud est peintre, illustrateur, poète et chanteur. Sa carrière d’illustrateur l’amène à travailler sur des tirages d’art limité dont celui des Seize Contes de Grimm en 1960.
Gabriel Arnaud se retire à Montpellier, où il  peint notamment des paysages durant la décennie 1960-1970 avec son expression artistique particulière.
Il connaît des échecs. Durant l’hiver 1969-1970, il écrit un recueil de poèmes originaux autobiographiques, notamment sa relation avec Jean Cocteau, Le trésor du royaume, illustré de dessins à l'encre de Chine et lavis, achevé le 23 février 1970. À partir de cette période, il consacre son temps entre les coteaux de son village d'origine Saint-Paul-et-Valmalle et son atelier Les lutins sise 19 rue des Orchidées à Montpellier. Ce retrait volontaire de scène artistique nationale, le plonge dans une recherche d'un vocabulaire graphique plus personnel.
La plupart de sa production finie dans des collections privées, lors de dons.
Il est interné à l'hôpital de la Colombière (Font d’Aurelle) où il continue à peindre. Il offre ses peintures au personnel soignant. Il meurt assassiné lors d’un cambriolage de son domicile en 1995, à 75 ans.( Midi libre Avril 1995).
Son atelier est tour à tour squatté et incendié. L'ensemble de sa production se retrouve dispersé dans des collections privées.

### Expositions
- 2023 : musée virtuel Gabriel Arnaud (https://www.youtube.com/watch?v=85xVHzYODM0)
- 2023 : Gabriel Arnaud : sur les chemins du Midi, du 15 au 17 décembre 2023 dans les Caves du château de Montferrier-sur-Lez (https://ville-montferrier-sur-lez.fr/evenements/6924/)
- 2024 : Gabriel Arnaud : L'artiste, enfant du pays, du 19 au 28 avril 2024 (https://www.stpauletvalmalle.fr/agenda/exposition-gabriel-arnaud/)

## Œuvres
Le musée Fabre de Montpellier possède des toiles de Gabriel Arnaud, à savoir deux vues de scène de foire. Les manuscrits et la correspondances ou encore les photographies ainsi que d'autres peintures sont disséminées dans plusieurs fonds privés.

### Poésies
- 1951 : L’Archinarisme au sein de la ridicule compagnie, éd. D'Ores déjà, Paris, 1951, 12 p. (https://mediatheques.montpellier3m.fr/search.aspx?SC=DEFAULTGENERAL&QUERY=L%E2%80%99Archinarisme+au+sein+de+la+ridicule+compagnie+&QUERY_LABEL=#/Detail/(query:(Id:'0_OFFSET_0',Index:1,NBResults:1,PageRange:3,SearchQuery:(FacetFilter:%7B%7D,ForceSearch:!f,InitialSearch:!f,Page:0,PageRange:3,QueryGuid:'3e7b1aed-ae1f-4a73-a8c8-69913c3eebf8',QueryString:'L%E2%80%99Archinarisme%20au%20sein%20de%20la%20ridicule%20compagnie%20',ResultSize:10,ScenarioCode:DEFAULTGENERAL,ScenarioDisplayMode:display-standard,SearchGridFieldsShownOnResultsDTO:!(),SearchLabel:,SearchTerms:'L%20Archinarisme%20au%20sein%20de%20la%20ridicule%20compagnie',SortField:!n,SortOrder:0,TemplateParams:(Scenario:,Scope:Default,Size:!n,Source:,Support:,UseCompact:!f),UseSpellChecking:!n))))
- 1952 : La Nef : Humour poétique. 50 inédits recueillis par Georges Charbonnier. Numéro spécial de décembre 1950-janvier 1951, n° 71/72
- 1971 : Le trésor du royaume (Poème suivi d'une prose. Illustrations de l'auteur)

### Romans
- 1946 : Le Paroissien. Roman picaresque (Préface de Charles Trenet. Illustrations de l'auteur)

### Illustrations d'éditions d'art
- 1952 : Le Roman de Renart (Préface et dessin original signé de Jean Cocteau)[18]
- 1960 : Seize contes de Grimm (Trad. Guy Sonnier)[19]
- 1960 : Les Fables de La Fontaine
- 1962 : Arthur Rimbaud, Une saison en enfer

### Peintures
- 1941 : Scène de foire ou de Sorcellerie (Musée Fabre, Montpellier, n°inv 66.112)
- 1941 : Scène de foire dominée par la lune (Musée Fabre, Montpellier, n°inv 66.114)
- 1945 : Le pays de sucre d’orge (huile sur toile, 50 x 60 cm, signé et daté au dos)
- 1960 : Paysage (huile sur toile huile sur toile, signé en bas à droite et daté)
- 1960 : Composition (aquarelle : 54,5 x 60 cm, signé en haut à droite et daté)
- 1960 : Paysage (mine de plomb : 34,5 x 52,5 cm, signé en bas à droite et daté)
- 1960 : Gare de montagne (crayon couleur : 34,5 x 52,5 cm, signé en bas à droite et daté)
- 1962 : Paysage (lavis pour Une saison en enfer)